# Saving My Face
«Saving My Face» es una canción de estilo pop-rock interpretada por la cantante escocesa KT Tunstall. La canción fue escrita por KT Tunstall y producida por Steve Osborne para su tercer álbum Drastic Fantastic (2007). 
La letra de la canción fue inspirada en un documental que Tunstall estaba mirando en el Discovery Channel acerca de las mujeres de cierta edad que se hacen cirugías plásticas para parecer mucho más jóvenes.
- Datos: Q535703